# Jakobstraße 105/107 (Aachen)

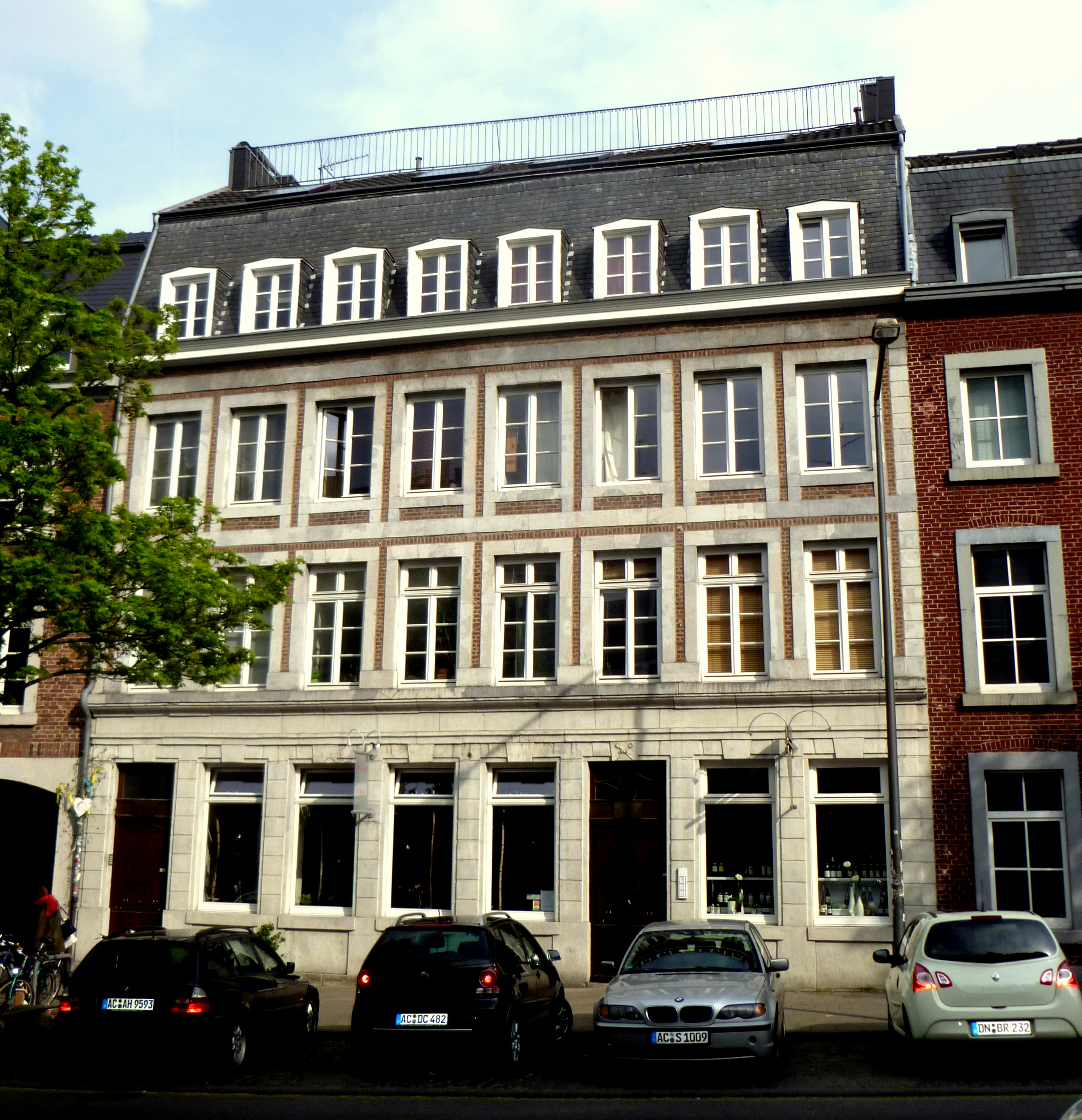

Jakobstraße 105/107 wurde 1812 erbaut und ist ein Doppelhaus in Aachen.

## Baugeschichte
Dieses achtachsige Doppelhaus ist traufständig und besteht aus drei Etagen und einem Mansarddach. Die linken zwei Achsen gehören zum Haus Nr. 105, dem vermutlichen Gesindehaus. Das Haupthaus soll eine Gräfin erbaut haben. 30 Fenster befinden sich in der Blaustein-Fachwerkfassade. Über dem Eingang von Haus Nr. 107 steht die Jahreszahl 1812 und eine Brezel mit zwei langen gekreuzten Stangen als Bäckerzeichen. Der Garten war bis zum Beginn des 20. Jahrhunderts als Wohngarten gestaltet.
Dem unbekannten Baumeister wird auch das Burgundische Kreuz am Haus Rennbahn 1 zugeschrieben.
Das Haus Jakobstraße 105/107 und Pontstraße 127 gelten als die einzigen, noch vorhandenen Architekturbeispiele des Aachener straffen Steinfachwerks. Dabei handelt es sich um einen Fachwerkbau mit Backstein-Verblendung. Die Ziegel haben keine tragende Funktion.

### Denkmal
1977 erfolgte der Eintrag vom Landeskonservator Rheinland in das Denkmalverzeichnis:
„Jakobstraße 105/107: 1812; 3geschossiger Backsteinbau mit Mansarddach und Fassade in Blausteinfachwerk, EG in Blaustein, z. T. verändert, Mansarddach; zeitgenössische Innenausstattung“